# The Sacred Books of the East

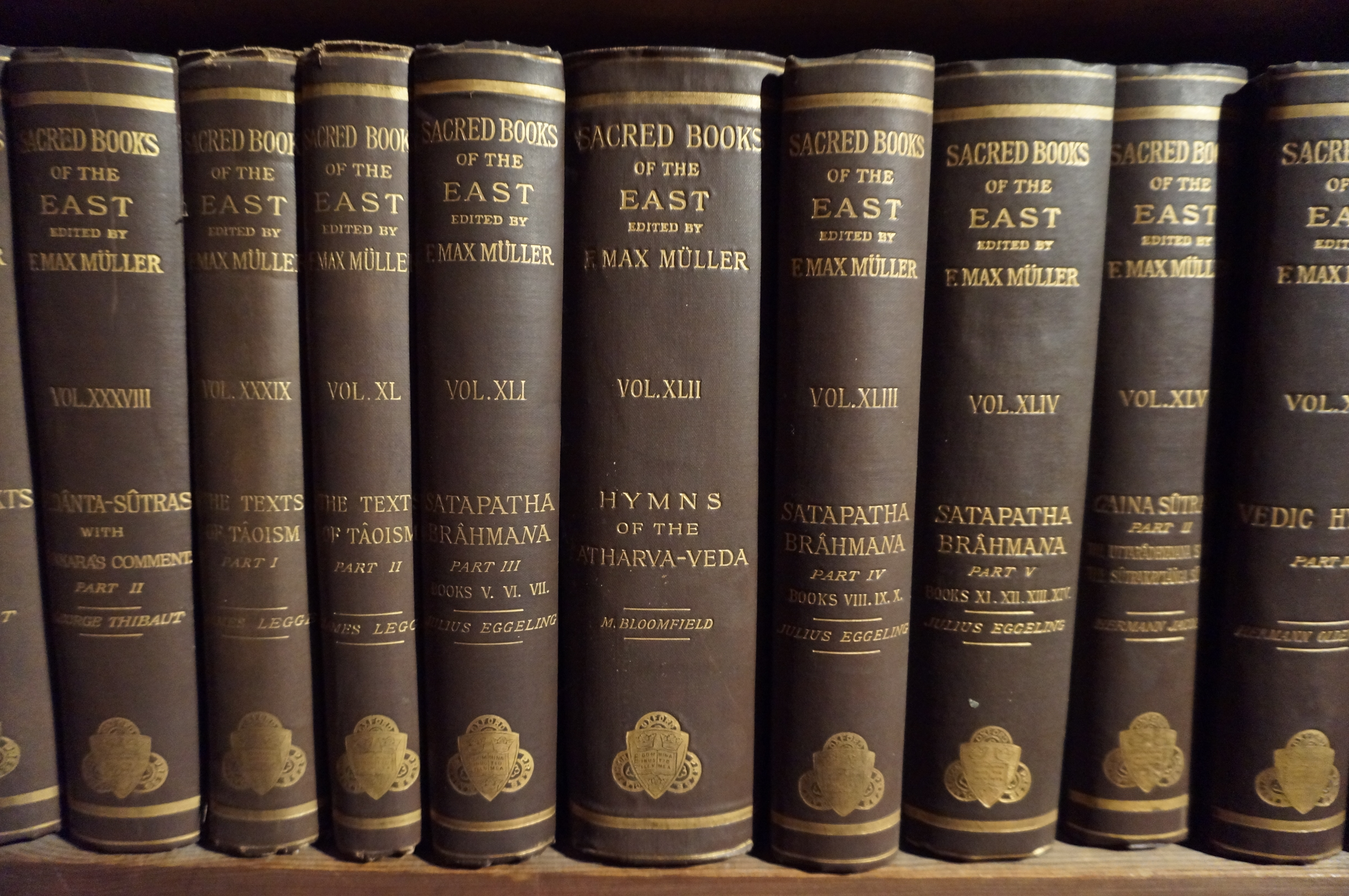
Sacred Books of the East

Sacred Books of the East is een 50-delig standaardwerk over Oosterse religies en mythen.
Het werd gepubliceerd van 1879 tot 1904 onder leiding van prof. Max Müller.
Het volledige corpus omvat de volgende delen:
- The Upanisads (2 Vols)/F. Max Muller
- The Sacred Laws of the Aryas (2 Vols) / Georg Bühler
- The Sacred Books of China (6 Vols)/James Legge
- The Zend Avesta (3 Vols)/James Darmester and L.H. Mills
- Pahlavi Texts (5 Vols)/F.W. West
- The Quran (2 Vols)/E.H. Palmer
- The Institutes of Vishnu/Julius Jolly
- The Bhagavadgita with the Sanatsujatiya and the Anugita/Kashinath Trimbak Telang
- The Dhammapada and Suttanipata/F. Max Muller and V. Fausboll
- Buddhist Suttas/T.W. Rhys Davids
- The Satapatha Brahmana (5 Vols)/Julius Eggeling
- Vinaya Texts (3 Vols)/T.W. Rhys Davids and Hermann Oldenberg
- The Fo-Sho-Hing-Tsan-King/Samuel Beal
- The Saddharma-Pundarika or The Lotus of the True Law/H. Kern
- Jaina Sutras (2 Vols)/Hermann Jacobi
- The Laws of Manu/Georg Buhler
- The Grihya-Sutras (2 Vols)/Hermann Oldenberg and F. Max Muller
- Vedic Hymns (2 Vols)/F. Max Muller and H. Oldenberg
- The Minor Law Books/Julius Jolly
- The Vedanta Sutras with Sankaracarya’s Commentary (2 Vols)/G. Thibaul
- The Questions of King Milinda (2 Vols)/T.W. Rhys Davids
- Hymns of the Atharva-Veda/M. Bloomfield
- The Vedanta-Sutras with Ramanuja’s Sribhasya/G. Thibaul
- Buddhist Mahayana Texts/E.B. Cowell, F. Max Muller and J. Takakusu
- Index/M. Winternitz. No. 21084